# A23a

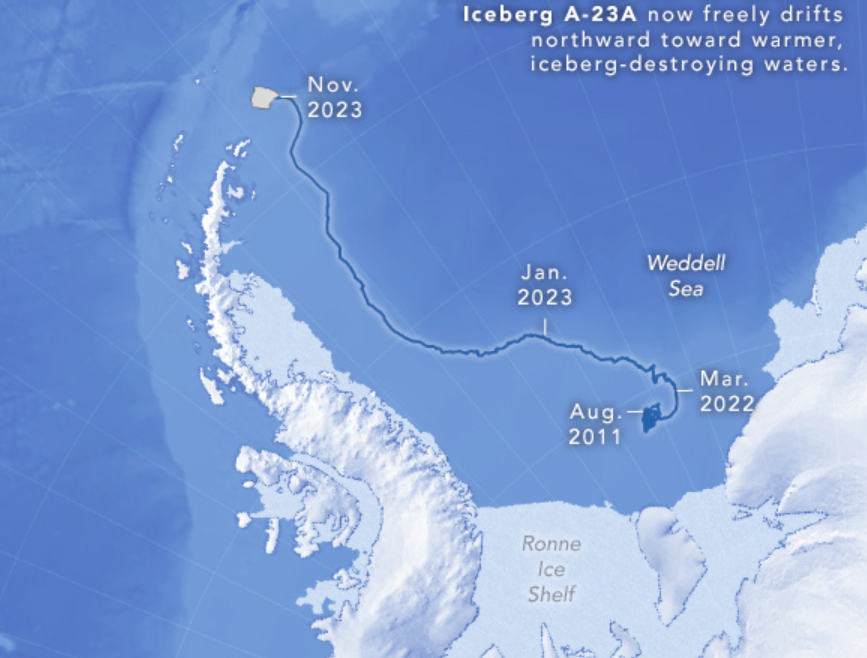
El curso de A23a mapeado por el Observatorio de la Tierra de la NASA

A23a es un gran iceberg que tiene forma de tabla que se desprendió de la plataforma de hielo Filchner-Ronne en 1986. Estuvo atrapado en el fondo del mar durante muchos años, pero comenzó a moverse en 2020. En febrero de 2024, su superficie es de unos 3900 km², lo que lo convierte en el iceberg más grande del mundo en la actualidad. 
La base Druzhnaya I, estaba situada sobre el iceberg cuando éste se desprendió.  Posteriormente, en 1987 se inició una misión de rescate y finalmente la base se trasladó y renombró como Druzhnaya III . 
En noviembre de 2023, se detectó que A23a pasaba por el extremo norte de la península Antártica y se dirigía hacia el océano Austral .  El 1 En diciembre de 2023, el iceberg fue interceptado por el buque de investigación polar RRS Sir David Attenborough, frente a la punta de la península Antártica. .  Se espera que A23a libere una cantidad significativa de polvo mineral a medida que se derrite.
A principios de abril de 2024, el iceberg entró en la Corriente Circumpolar Antártica, pero permaneció en su lugar ya que quedó atrapado en una columna de Taylor —como se confirmó en agosto de 2024— sobre el monte submarino Pirie Bank, cerca de las Islas Orcadas del Sur, a unos 603 km de la Península Antártica, girando en sentido antihorario alrededor de 15 grados cada día.    En diciembre de 2024, el British Antarctic Survey (BAS),  o Relevamiento Antártico Británico en español, informó que el iceberg había salido de la columna de Taylor y ahora estaba comenzando a desplazarse más al norte a través del Océano Austral. 
El Relevamiento Antártico Británico espera que A23a siga la Corriente Circumpolar Antártica hacia la isla de Georgia del Sur en el sur del Océano Atlántico, donde encontrará agua más cálida y se romperá en icebergs más pequeños terminando derretido en el océano. 